# Goudkruinboomtimalia
De goudkruinboomtimalia of vuurkruinboomtimalia (Sterrhoptilus dennistouni) is een zangvogel uit de familie Zosteropidae (brilvogels). Het is een endemische vogelsoort van de Filipijnen. Deze vogel is genoemd naar de Brit John Dennistoun (1844-1924) die de expeditie waarin deze vogel werd ontdekt had meegefinancierd. 

## Verspreiding en leefgebied
De vogel komt voor in bergachtig gebieden in het oosten en noorden van het eiland Luzon. Het leefgebied is altijd groenblijvend regenwoud, maar ook wel in selectief gekapt tropisch bos en bosranden op hoogten onder de 1000 m boven zeeniveau.

## Status
De grootte van de populatie is niet gekwantificeerd maar de soort wordt omschreven als plaatselijk vrij algemeen. Aangenomen wordt dat de aantallen vrij snel dalen door habitatverlies. Op de Rode lijst van de IUCN heeft deze soort daarom de status gevoelig.